# Frank Frost (Musiker)
Frank Otis Frost (* 15. April 1936 in Auvergne, Arkansas; † 12. Oktober 1999 in Helena, Arkansas) war ein US-amerikanischer Delta-Blues-Mundharmonikaspieler.

## Leben
Er wurde 1936 als Frank Otis Frost in Auvergne als Sohn von Theodore and Darthula Frost geboren. Seine Familie war sehr musikalisch, sein Vater spielte Horn und seine Mutter Klavier. In der Kirche, in der seine Eltern spielten, lernte er das Klavierspielen.
1951 übersiedelte er nach St. Louis, wo er von Little Willie Foster und später von Sonny Boy Williamson II., der ihn zwischen 1956 und 1959 als Gitarrenspieler auf Tournee mitnahm, Bluesharmonika lernte. Williamson betrachtete ihn als eine Art Sohn. Hier spielte er mit Sam Carr, dem Sohn von Robert Nighthawk, mit dem er sein ganzes Leben lang in enger Verbindung stand. Eine Handverletzung zwang ihn, sich auf Mundharmonika- und Klavierspiel zu konzentrieren.
Nachdem Frost sich 1959 von Williamson getrennt hatte, bildete er mit Sam Carr ein Duo, zu dem 1962 der Gitarrist Jack Johnson kam. Sie spielten in lokalen Bluesklubs und auch in der King Biscuit Time, einer Bluessendung aus Helena, die von Sonny Boy Williamson moderiert wurde.
Ab 1963 ging Frost mit verschiedenen Musikern auf Tournee, so zum Beispiel Albert King, B.B.King, Carl Perkins und Conway Twitty. Seine eigene Gruppe erregte die Aufmerksamkeit von Sam Phillips, dem Besitzer von Sun Records, der mit ihr auf dem Sublabel International die Platte Hey Boss Man! aufnahm. Frank Frost hatte keine gute Erinnerung an Phillips, so sagte er in einem Interview mit Blues Acces: „We recorded it, and all he offered me was $800. That's all. We didn't come out with it. Then it came out later, and I didn't get paid.“
Die nächsten Aufnahmen von Frost für Juwel Records wurden von Elvis Presleys Gitarristen Scotty Moore produziert. In den späten 1970er-Jahren wurde er vom Chicagoer Blues-Fan Michael Frank wiederentdeckt, der mit ihm Alben für die von ihm gegründeten Earwig Records aufnahm. Die Alben erschienen unter dem Gruppennamen The Jelly Roll Kings.
Frost hatte Auftritte in den Filmen Deep Blues: A Musical Pilgrimage to the Crossroads, einer Dokumentation über den Delta Blues und in Crossroads, einem Spielfilm, in dem er einen Musiker in einem Juke Joint verkörperte. Auch in einem Werbetrailer für Präsident Bill Clinton trat er auf.
Frank Frost starb am 12. Oktober 1999 in seinem Haus in Helena, Arkansas an Herzstillstand.

## Diskographie

### Alben
- 1962 Hey Boss Man!
- 1973 Frank Frost (Paula Records)
- 1985 Ride with Your Daddy Tonight
- 1988 Midnight Prowler Earwig
- 1990 Jelly Roll King (Charly Records)
- 1991 Jelly Roll Blues (Paula Records)
- 1992 Deep Blues [Evidence] (Evidence)
- 1996 Keep Yourself Together (Evidence)
- 1997 Off Yonder Wall Fat Possum
- 1998 The Jelly Roll Kings (HMG)
- 2004 Live in Lucerne (Aufnahme vom Lucerne Blues Festival 1998)[2]

### Gastauftritte (Auswahl)
- Big Jack Johnson – The Oil Man (1987, Earwig)
- Big Jack Johnson – Daddy, When Is Mama Comin Home? (1991, Earwig)
- T-Model Ford – Pee Wee Get My Gun (1997, Fat Possum)
- T-Model Ford – She Ain't None Of Your'n (2000, Fat Possum)
- Sonny Boy Williamson & The Blues Harp Heroes – Encore Collection (2005, Fuel 2000, 2 CDs)
- John „Juke“ Logan – The Truth Will Rock You (2005, Mocombo)
- Various Artists – The Legendary Sounds of Sun Studios (2006, Metro Triples, 3 CDs)